# Zapasy na Akademickich Mistrzostwach Świata 1998
Trzecie Akademickie Mistrzostwa Świata w zapasach w rozgrywane były w Ankarze, między 2 a 7 czerwca 1998 roku w hali Atatürk Sport Hall.

## Tabela medalowa
Gospodarz zawodów został zaznaczony kolorem.
| Poz. | Państwo           |    |    |    | Łącznie |
| ---- | ----------------- | -- | -- | -- | ------- |
| 1    | Iran              | 6  | 3  | 1  | 10      |
| 2    | Turcja            | 4  | 5  | 1  | 10      |
| 3    | Gruzja            | 2  | 1  | 2  | 5       |
| 4    | Białoruś          | 2  | 1  | 1  | 4       |
| –    | Rosja             | 1  | 2  | 5  | 8       |
| –    | Azerbejdżan       | 1  | 1  | 3  | 5       |
| 7    | Polska            | 0  | 3  | 0  | 3       |
| –    | Japonia           | 0  | 0  | 2  | 2       |
| 9    | Stany Zjednoczone | 0  | 0  | 1  | 1       |
|      | Łącznie           | 16 | 16 | 16 | 48      |

## Rezultaty

### Mężczyźni

#### Styl klasyczny
| Konkurencja         | Złoto                 | Srebro                  | Brąz                 |
| Kategoria do 54 kg  | Bayram Özdemir        | Behruz Haydarzade       | Taleh İsrafilov      |
| Kategoria do 58 kg  | Seymur Gasimov        | Ayhan Kizilayzu         | Rahman Tayyeri       |
| Kategoria do 63 kg  | Şeref Eroğlu          | Jerzy Szeibinger        | Siergiej Kowalenko   |
| Kategoria do 69 kg  | Witalij Żuk           | Georgi Dshindvelashvili | Vüqar Aslanov        |
| Kategoria do 76 kg  | Chwicza Biczinaszwili | Hosejn Maraszijan       | Aleksiej Szyrokich   |
| Kategoria do 85 kg  | Seyit Oezdemir        | Neemetput Sahab         | Muchran Wachtangadze |
| Kategoria do 97 kg  | Giennadij Czchaidze   | Marek Sitnik            | Mehmet Özal          |
| Kategoria do 130 kg | Aleksiej Kolesnikow   | Dzmitryj Dziabiełka     | Mirian Giorgadze     |

#### Styl wolny
| Konkurencja         | Złoto                  | Srebro           | Brąz              |
| Kategoria do 54 kg  | Reza Layegh            | Pawieł Kapitonow | Jeremy Hunter     |
| Kategoria do 58 kg  | Alireza Dabir          | Arif Kama        | Kenji Inoue       |
| Kategoria do 63 kg  | Abbas Hadżdż Kenari    | Eldar Missirov   | Kenji Yamagata    |
| Kategoria do 69 kg  | Amir Tawakkolijan      | Ahmet Gülhan     | Ischak Bozijew    |
| Kategoria do 76 kg  | Nuri Zengin            | Marcin Jurecki   | Akber Ismailov    |
| Kategoria do 85 kg  | Ali Reza Hejdari       | Firdovsi Umudov  | Viktor Serbin     |
| Kategoria do 97 kg  | Abdorreza Karegar      | Sermest Bulut    | Aresn Ubukhodarov |
| Kategoria do 130 kg | Alaksiej Miadzwiedzieu | Zekeriya Güçlü   | Oleg Chorpiakow   |